# 偃师市高级中学
河南省偃师高级中学即偃师高中，俗称“偃高”。位于中国河南省偃师市，是首批河南省示范性普通高中。拥有教职工345人，其中特级教师3人;高级教师78人;国家级、省级骨干教师、学科带头人30余人;专任教师286人。学校占地近600亩，基中南校区400亩，北校区130亩；拥有艺术教室、微机教室、语音教室、多媒体教室、校园语音教学系统，“国标二级”塑胶运动场，学生游园等。学校名誉校长：中国书法家协会主席张海。